# Apostasía

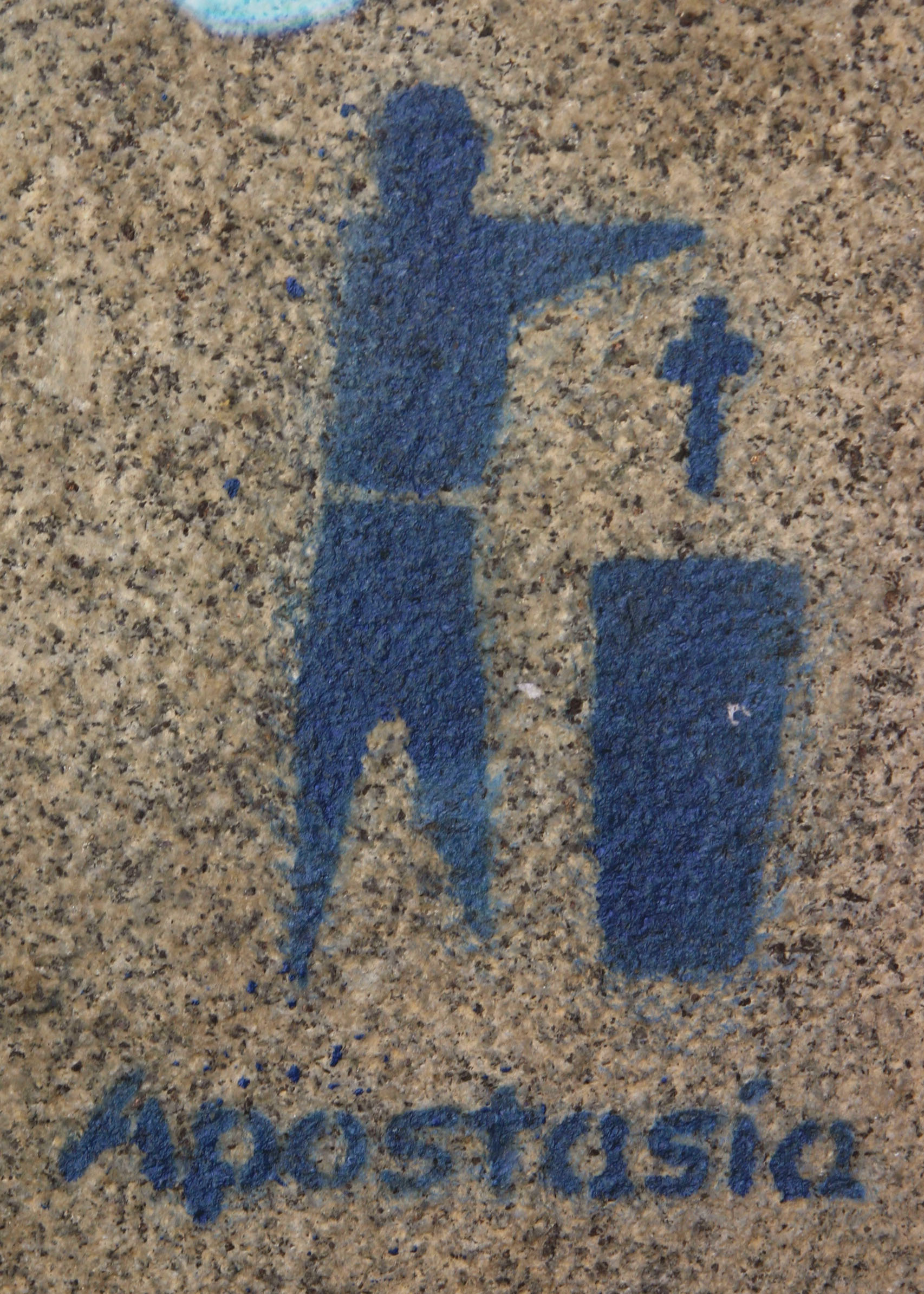
Grafiti de 2007 con motivo de La Campaña por la Apostasía Colectiva en España.

La apostasía (del latín apostasĭa, a su vez del griego antiguo ἀπoστασία: απο apo ‘fuera de’ y στασις stasis ‘colocarse’) es la negación, la renuncia o la abjuración de la fe en una religión. Asimismo, se refiere al acto del clérigo que prescinde usualmente de su condición e incumple, así, con sus obligaciones clericales. La apostasía es, por lo tanto, la deserción y el antónimo de la conversión.
En griego moderno, el término equivalente Αποστασία (apostasía) no siempre implica connotaciones religiosas, como puede verse en el caso de la apostasía de 1965 (en griego, Αποστασία του 1965), en un uso no religioso.
Hoy en día, la apostasía es reclamada por la ciudadanía como un derecho, como parte integrante del derecho a la libertad de conciencia y a la libertad de culto. Las personas piden constar como apóstata o que se elimine todo registro de pertenencia a un determinado grupo de creyentes y que deje de incluírselos, a los efectos pertinentes, como miembros del grupo, sobre todo en aquellos casos en que la adscripción se produjo sin tomar en cuenta su opinión.

## Introducción
La palabra apostasía tiene en castellano, en el lenguaje común, un sentido limitado a la religión, aunque la definición del Diccionario de la lengua española de la Real Academia la aplica de igual manera al ámbito de las opiniones y doctrinas en general. Apostatar consiste formalmente en seguir un trámite cuya finalidad es el borrado de los datos de los apóstatas de todos los registros religiosos, para que ya no estén contabilizados como miembros de esta religión. Se aplica en particular a la cancelación de los datos recogidos en los registros de bautismos, debido a que es el sacramento que sella la adhesión de las personas a la Iglesia católica. En este caso, se habla a veces de desbautizo o desbautismo. La constancia de apostasía puede consistir en añadir una nota en el margen del libro de bautismos que indique la condición de apóstata.
El acto formal en sí no suele estar previsto por las religiones[cita requerida], lo que impide a menudo que la apostasía se formalice mediante un proceso interno a la religión. La doctrina católica prevé un acto formalizado de apostasía al que no otorga valor de no pertenencia a la Iglesia católica, y existen diócesis que niegan la posibilidad de hacer constar la apostasía. En consecuencia, en la época contemporánea, las personas deseosas de apostatar solo pueden recurrir al amparo de las leyes del Estado en el que residen para formalizar su desafiliación de la religión de la que son miembros. Las nuevas leyes sobre protección de datos han supuesto la única vía legal para que se pudiera hacer efectiva la apostasía frente a las religiones.

## La apostasía en diferentes religiones

### En el islam

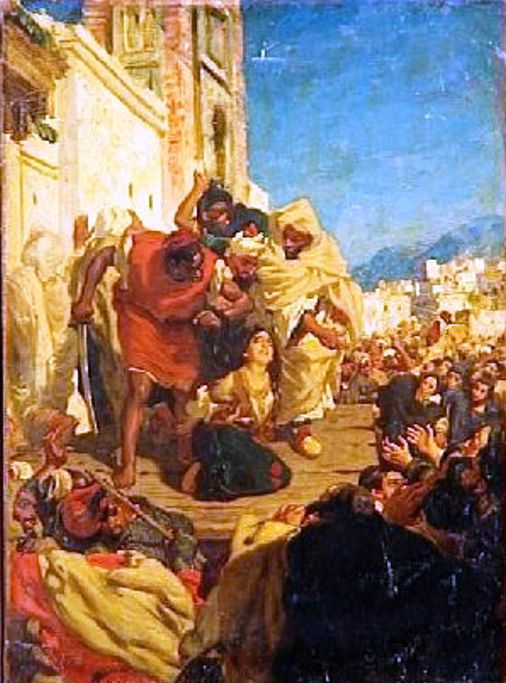
Ejecución de una mujer marroquí (Sol Hachuel) por abandonar el Islam, Alfred Dehodencq

La apostasía en el islam (en árabe ارتداد, irtidād o ridda) se define como el rechazo en palabras o actos del islam por parte de quien ha sido su seguidor. La apostasía del islam es objeto de controversia, pues mientras que para muchos musulmanes, sobre todo desde una perspectiva rigurosa, es condenable con la pena de muerte según la Sharia (ley islámica) aplicable en varios países (Arabia Saudí, Kuwait, Mauritania, Sudán, Afganistán...), para otros no debe ser castigada, basándose en varias citas del Corán, entre ellas:

Ciertamente, hemos hecho descender sobre ti esta escritura divina, que expone la verdad, en beneficio de toda la humanidad. Y quien elija ser guiado por ella, lo hace por su propio bien, y quien elija extraviarse, se extravía solo en detrimento propio; y tú no tienes poder para determinar su destino. (Qur’an 39: 41)

Sin embargo, hay países que consideran que lo anterior es compatible con sanciones penales, aunque no prevén la pena de muerte.
Las cuatro Madh'hab (escuelas de la jurisprudencia islámica —Fiqh—) y los doce Shi'a Jafari (juristas principales) acuerdan que un hombre musulmán cuerdo que apostatare, debe ser ejecutado.
La diferencia en el castigo con la apostasía femenina es que la mujer debe ser metida en prisión y ejecutada solo en casos determinados. De acuerdo con Wael Hallaq, ninguna de las leyes de apostasía viene del Corán.

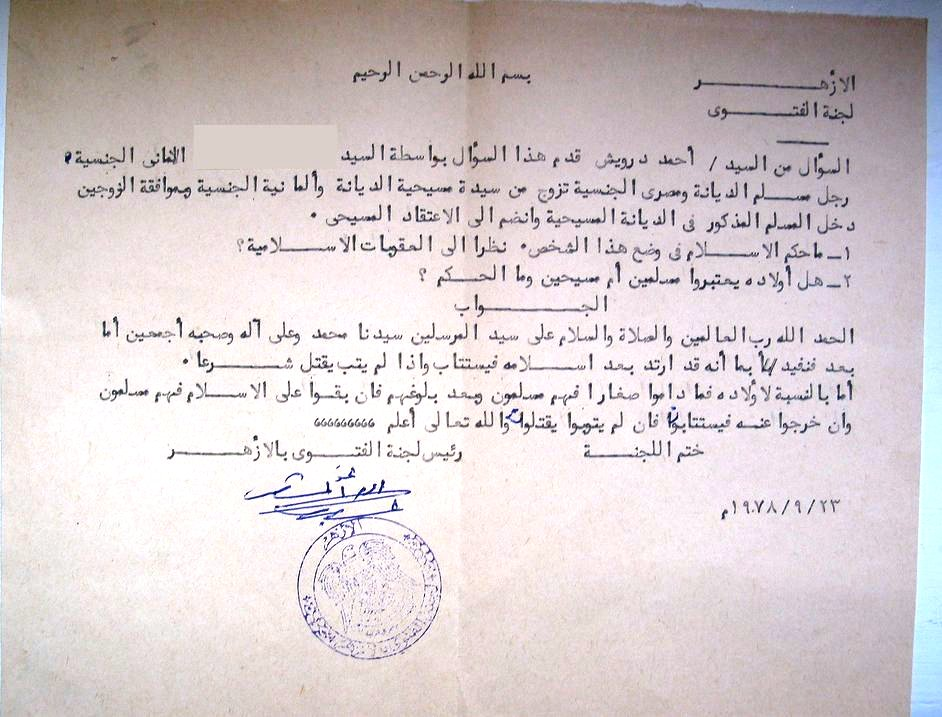
Opinión legal sobre apostasía mediante una fetua para un hombre que se convierte al cristianismo.

Los actos que constituyen apostasía incluyen
- el ateísmo
- el agnosticismo
- Comunidad Ahmadia
- el politeísmo
- la adoración a una forma material de Dios
- la renuncia o abjuración a la fe musulmana
- el cuestionamiento de que Mahoma fuera profeta
- acciones blasfemas (como la quema del Corán)
- posiciones contrarias a los ulemas.

En la sociedad islámica, la apostasía se prueba con el testimonio acordado de dos musulmanes adultos.

### En documentos de la Iglesia católica
Se encuentra una línea general de significados de la palabra apostasía en todas las acepciones ofrecidas por la RAE. Frente a la herejía, la apostasía supone un abandono o negación total de la doctrina original. Es decir, en lugar de negar un dogma o idea determinada se niega la doctrina completa. Por otro lado, mientras que el apóstata o el hereje niegan o modifican la doctrina, el pagano es aquel que nunca ha pertenecido formalmente a dicho conjunto doctrinal o a las instituciones que lo representan.
Se pueden encontrar diversas referencias al término apostasía en el Catecismo de la Iglesia católica, entre las que destaca el número 817, en el que se describe como una ruptura que lesiona la unidad de la Iglesia, junto con la herejía y el cisma. La Iglesia católica lo considera un pecado de extrema gravedad, pues no rechaza un dogma de fe concreto, como es el caso de la herejía, sino que rechaza voluntariamente la fe cristiana por completo.
El propio Catecismo, en el número 2089, incluye la apostasía entre los pecados contra la virtud de la fe: La incredulidad es el menosprecio de la verdad revelada o el rechazo voluntario de prestarle asentimiento. Se llama herejía a la negación pertinaz, después de recibido el bautismo, de una verdad que ha de creerse con fe divina y católica, o la duda pertinaz sobre la misma; apostasía es el rechazo total de la fe cristiana; cisma, el rechazo de la sujeción al Sumo Pontífice o de la comunión con los miembros de la Iglesia a él sometidos.
La definición de apostasía se encuentra en el Código de Derecho Canónico, canon 751: Apostasía es el rechazo total de la fe cristiana. Como delito, en el canon 1041.2 se establece que la apostasía implica por sí misma la inadecuación para la ordenación sacerdotal.
Es posible la defección de la Iglesia católica por "un acto formal" (cánones 1086 y 1124 del Código de Derecho Canónico). La naturaleza de tal acto está explicada claramente en la carta circular 10279/2006 del Pontificio Consejo para Interpretación de los Textos Legislativos a los presidentes de las Conferencias episcopales. El acto debe implicar
a) la decisión interna de salir de la Iglesia católica por un acto de apostasía, herejía o cisma;
b) la actuación y manifestación externa de esta decisión;
c) la recepción por la autoridad eclesiástica competente de la decisión.
Sin este acto formal de defección de la Iglesia católica, nadie queda excluido de ella, ni siquiera por los actos más graves de infidelidad: "la herejía formal o (menos aún) herejía material, el cisma y la apostasía no constituyen a solas un acto formal de defección, si no son concretizados externamente y si no son manifestados en la debida manera a la autoridad eclesiástica".
Pero la apostasía manifestada debidamente por ese acto formal tampoco constituye una exclusión de la Iglesia. Esa misma comunicación 10279/2006 del Vaticano afirma en su punto 6 que la apostasía será anotada mediante la expresión defectio ab Ecclesia catholica actu formali en el libro de bautismos (cfr. can. 535, § 2). En el punto siguiente, aclara: Queda claro, en cualquier caso, que el vínculo sacramental (...) de pertenencia a la Iglesia (...) es una unión ontológica permanente y no se pierde con motivo de ningún acto o hecho de defección.
Con o sin apostasía (o siendo esta formal o informal), debido al carácter sacramental del bautismo, según la Iglesia católica aún los apóstatas permanecen bautizados y no pueden, en caso de arrepentimiento, ser nuevamente bautizados porque ya lo están. Como efecto del bautismo, son considerados miembros de la Iglesia, aunque en rebeldía; pero no fuera de la Iglesia.

### En las Iglesias protestantes
Dentro de la gran variedad de Iglesias protestantes, se puede definir la apostasía como cualquier doctrina que se aparte de las Escrituras (Biblia), pues se considera que esta es la base fundamental; es también el abandono de la fe y la interpretación errónea de la doctrina.
Para algunas Iglesias protestantes, especialmente para las evangélicas y otras corrientes de línea fundamentalista, la apostasía es algo común en estos días y de ello acusan a otras confesiones de carácter liberal.
Estos mismos sectores no comparten la unión entre distintas religiones o corrientes: lo llaman ecumenismo y lo consideran apóstata.
Aunque ciertas Iglesias evangélicas fundamentalistas o conservadoras valoren como apóstatas a otras Iglesias protestantes y otras confesiones religiosas, numerosas Iglesias protestantes (luteranas, anglicanas, metodistas, presbiterianas y evangélicas) no comparten ese concepto de la apostasía y admiten diversas interpretaciones de la doctrina haciendo más hincapié en los conceptos que las unen. Muchas son además miembros de organismos internacionales que reagrupan distintas Iglesias cristianas, no solo protestantes, como el Consejo Mundial de Iglesias, la Conferencia de Iglesias Europeas, la Alianza Evangélica y la Comunión Mundial de Iglesias Reformadas, entre otros.
El teólogo Lonnie D. Kliever, catedrático de la Southern Methodist University, compara la dinámica de separación del apóstata de un grupo religioso al que antes amaba con un divorcio lleno de amargura. "Tanto el matrimonio como la religión requieren un alto grado de compromiso e implicación; cuanto mayor sea la implicación, más traumática la ruptura; cuanto más haya durado el compromiso, más urgente es la necesidad de culpar al otro del fracaso de la relación".

### La Iglesia de Jesucristo de los Santos de los Últimos Días
Por otro lado, la Iglesia de Jesucristo de los Santos de los Últimos Días sostiene que la apostasía bíblica se refiere, en tiempos de las Escrituras, al periodo posterior a la muerte de Jesucristo y los apóstoles originales, donde la Iglesia comenzó a decaer a causa de disensiones internas, por persecución y otros motivos, lo cual provocó una apostasía, o alejamiento de las doctrinas originales, dando pie a otras religiones y a los falsos profetas, asociados al oscurantismo.

## La apostasía en la legislación

### En la legislación española
El Estado español garantiza tanto el derecho fundamental a la libertad religiosa y de culto como el derecho a la apostasía. La Ley Orgánica 7/1980, de 5 de julio, de libertad religiosa (BOE de 24 de julio) en su artículo segundo, apartado 1, epígrafe a, estipula: "La libertad religiosa y de culto garantizada por la Constitución comprende, con la consiguiente inmunidad de coacción, el derecho de toda persona a profesar las creencias religiosas que libremente elija o no profesar ninguna; cambiar de confesión o abandonar la que tenía; manifestar libremente sus propias creencias religiosas o la ausencia de las mismas, o abstenerse de declarar sobre ellas". Hay que tener en cuenta que, en virtud del principio de primacía del Derecho Internacional sobre el Derecho interno, no es de aplicación a la Iglesia católica, que se rige por los acuerdos de 1979 entre el Estado español y la Santa Sede.
El derecho de cancelación, conocido como "derecho de oposición", se extiende a las bases de datos y registros de cualquier organismo. En ese sentido, la Agencia Española de Protección de Datos ampara a los ciudadanos en virtud de la Ley Orgánica 15/1999, de 13 de diciembre, de Protección de Datos de Carácter Personal. Si un organismo se niega a dicho borrado, vulnera el artículo 16 de la referida Ley Orgánica, así como los artículos 31, 32 y 33 del Real Decreto 1720/2007, de 21 de diciembre, que la desarrolla. La aplicación de este principio a los libros de bautismo fue inicialmente apoyada por una sentencia de la Audiencia Nacional el 23 de octubre de 2007. El Tribunal Supremo, en una sentencia del 19 de septiembre de 2008, rechazó que los libros parroquiales de bautismo puedan entenderse constitutivos de un fichero, en el sentido que regula Ley Orgánica 15/99, ni en estos casos el dato que en los mismos se refleja, es inexacto, o no puesto al día o incompleto (ya que el bautismo tuvo efectivamente lugar). El Tribunal Supremo de España ha continuado manteniendo esta jurisprudencia en posteriores recursos. La Agencia Española de Protección de Datos recurrió esta interpretación ante el Tribunal Constitucional y ante el propio Supremo, denegados los recursos.